# Energiedienstleistung
Unter dem Begriff Energiedienstleistungen werden verschiedene Dienstleistungen zusammengefasst, die das Ziel verfolgen, dem Auftraggeber (Unternehmen oder Privatpersonen):
1. Energie zu liefern, technische Arbeiten an der Versorgungsinfrastruktur durchzuführen (Energieversorgungsunternehmen) oder
2. Kosten- und/oder Energieeinsparungen zu ermöglichen (i. d. R. Energieberatungsunternehmen)

Die Idee der Energiedienstleistung stammt aus den USA und wurde dort Anfang der 1980er Jahre entwickelt.

## Grundlegendes
Eine Energiedienstleistung ist eine funktionell betrachtete Leistung, für die neben Energieträgern auch Sachkapital eingesetzt wird. Die hierbei durch den Kunden solcher Ernergiedienstleistung in Anspruch genommene Energiemenge wird auch Nutzenergie genannt. Die Nachfrage nach Beleuchtung, Transport von Personen und Gütern, nach warmem Wasser oder warmen Räumen, nach stationärem Antrieb von Motoren, nach elektrochemischen Reaktionen, nach hohen Temperaturen zum Schmelzen von Metall etc. wird in einer Kombination von Umwandlungsaggregaten und Energieträgern auf einer geeigneten Infrastruktur erbracht.

## Dienstleistungen, die von Energieversorgungsunternehmen durchgeführt werden
Unter Energiedienstleistungen, die seitens Energieversorgungsunternehmen durchgeführt werden, werden Sachleistungen wie die Bereitstellung von Nah- oder Fernwärme, ebenso wie die Lieferung von Energieträgern wie etwa Erdgas oder elektrische Energie verstanden. Alldies wird möglich durch die Hindurchleitung der genannten Energieträger durch dafür geeignete leitungsgebundene Versorgungsinfrastrukturen.
Technische Dienstleistungen an leitungsgebundenen Versorgungsinfrastrukturen wie Strom-, Gas- sowie Nah- und Fernwärmenetzen werden in diesem Zusammenhang als „Netzdienstleistungen“ bezeichnet.
Im Falle der Versorgung mit elektrischer Energie werden über die Netzdienstleistungen hinausgehende, zusätzliche Dienstleistungen, welche Energieversorger erbringen, um die Funktionstüchtigkeit der Netze sowie Versorgungsqualität zu gewährleisten, unter dem Begriff sogenannter „Systemdienstleistungen“ zusammengefasst.

## Dienstleistungen, die von Energieberatungsunternehmen durchgeführt werden
Bei diesen Dienstleistungen steht die Energieeffizienz von energieverbrauchenden Systemen im Vordergrund. Auftraggeber sind in der Regel Unternehmen, keine Privatpersonen.

### Einengung des Energiedienstleistungbegriffs im Sinne energieberatender Unternehmen
Energiedienstleistung ist der Nutzwert oder Vorteil, der sich aus dem Einsatz energieeffizienter Technologien und/oder Maßnahmen ergibt, die darauf ausgerichtet sind, Primärenergie einzusparen oder effizienter zu nutzen. Eine Energiedienstleistung wird auf Basis eines Vertrages erbracht, wird vom Anbieter garantiert und ist überprüfbar.

#### Definition
Gemäß Artikel 3e der Richtlinie 2006/32/EG über Endenergieeffizienz und Energiedienstleistungen:

„'Energiedienstleistung': der physikalische Nutzeffekt, der Nutzwert oder die Vorteile als Ergebnis der Kombination von Energie mit energieeffizienter Technologie und/oder mit Maßnahmen, die die erforderlichen Betriebs-, Instandhaltungs- und Kontrollaktivitäten zur Erbringung der Dienstleistung beinhalten können; sie wird auf Grundlage eines Vertrages erbracht und führt unter normalen Umständen erwiesenermaßen zu überprüfbaren und mess- oder schätzbaren Energieeffizienzverbesserungen und/oder Primärenergieeinsparungen.“

### Vermittlung von Energienutzungsverträgen
Ein wichtiges Arbeitsfeld der Energiedienstleistungen besteht in der Vermittlung von Energienutzungsverträgen seitens Energieanbietern an Verbraucher. So gibt es beispielsweise Vergleichsportale im Internet, welche Angebote für elektrische Energie von Seiten sogenannter Stromdiscounter und sonstiger Anbieter in großen Vergleichsübersichten an Endkunden bereitstellen. Diese Art von Dienstleistungen sind durch die Liberalisierung des Strommarktes von Seiten der Europäischen Union 1996 und darauf folgend erst möglich geworden. Der auf europäischer Ebene gefällte Beschluss zur Liberalisierung des Strommarktes wurde in Deutschland erstmals im Jahre 1998 im sogenannten Energiewirtschaftsgesetz in nationales Recht umgesetzt.

### Energieeffizienzberatung
Die Energieeffizienzberatung ist der erste Schritt, um Unternehmen energetisch zu optimieren und ihre Betriebskosten zu senken. Eine Energieberatung wird vom Bund für kleine und mittlere Unternehmen (KMU) gefördert.

### Fördermittelberatung
Das Energiekonzept der Bundesregierung sieht u. a. vor, die Energieeffizienz in Unternehmen voranzutreiben. Für viele Unternehmen sind Investitionen in Energieeffizienzmaßnahmen allein nicht tragbar. Daher hat die Bundesregierung verschiedene Fördermittelprogramme und Finanzhilfen umgesetzt. Fördermittelanträge werden nur bewilligt, wenn das Unternehmen durch einen zugelassenen Energie-Effizienz-Experten unterstützt wird. Zugelassene Experten können in der Energieeffizienz-Expertenlisten, welche durch die Deutsche Energie Agentur betreut wird, gefunden werden.

### Energieaudit gemäß EDL-G
Seit März 2015 sind alle Großunternehmen verpflichtet ein Energieaudit nach DIN EN 16247-1 durchzuführen. Unternehmen die bereits ein Energiemanagementsystem nach ISO 50001 oder ein Umweltmanagement nach EMAS haben, sind von der Pflicht ausgenommen.

#### Hintergrund
Nach Artikel 8 Absatz 4 der EU-Energieeffizienz-Richtlinie 2012/27/EU (EED) sind die Mitgliedstaaten verpflichtet, sicherzustellen, dass Unternehmen, die kein kleines oder mittleres Unternehmen (KMU) sind, Gegenstand eines Energieaudits werden. Die Durchführung muss entweder von qualifizierten oder akkreditierten Experten erfolgen oder nach innerstaatlichem Recht von unabhängigen Behörden durchgeführt und überwacht werden.
Die Richtlinie 2012/27/EU verfolgt den Zweck, einen gemeinsamen Rahmen für Maßnahmen zur Förderung von Energieeffizienz in der Union zu schaffen, um sicherzustellen, dass das übergeordnete Ziel der Steigerung der Energieeffizienz der Union um 20 Prozent bis 2020 erreicht wird, und weitere Energieeffizienzverbesserungen für die Zeit danach vorzubereiten.
Die gesetzliche Frist zur Durchführung ist bereits Mitte 2016 ausgelaufen. Eine Prüfung des zuständigen Ministeriums (BAFA) findet derzeit s tichprobenartig statt.